# Antoni Maj
Antoni Maj – włościanin ze wsi Podole w Lubelskim, bezpartyjny stronnik Centralnego Komitetu Narodowego, członek Tymczasowej Rady Stanu w 1916 roku.